# عثمان بن ابی نسعه الخثعمی
 عثمان بن ابی نسعه الخثعمی، یازدهمین والی اموی اندلس (۷۲۸–۷۲۹) بوده است.
وی توسط عبیده سلمی، والی قیروان به این سمت منصوب و جانشین حذیفه بن احوص الاشجعی شد